# Ornithidium quitense
Ornithidium quitense är en orkidéart som beskrevs av Heinrich Gustav Reichenbach. Ornithidium quitense ingår i släktet Ornithidium och familjen orkidéer. Inga underarter finns listade i Catalogue of Life.